# Utopenec na útěku
Utopenec na útěku je americká filmová komedie režiséra Pata Profta z roku 1998. Jde o parodii na snímek Uprchlík.

## Děj filmu
Hlavní postavu Ryana Harrisona hraje herec Leslie Nielsen. Ryan Harrison je známý houslista a o jeho přízeň usiluje mnoho žen. Hlavně Cas Blayková, ale i vdaná Lorrane, která se s Ryanem velmi sblíží, ale když zabije svého manžela, tak to na Ryana hodí. Policie samozřejmě zatkne Ryana, který stále tvrdí, že je nevinný. Ryan je odsouzen k smrti, ale z autobusu, který převáží vězně do věznice, se mu podaří uniknout, ale policie je mu stále v patách. Ryan stále myslí že to udělala Lorrane, ale do hry se také zapojí Cas Blayková. Ryan chvilkama podezírá ji a nebo Lorrane. Náhle se ve hře objeví i Sean. Náhle Ryan zjistí že Sean, Lorrane i Cas jsou jedna a ta rodina a všichni chtějí zabít tajemníka OSN. Cas však stále stojí za Ryanem. Tak se to semele, že policie zatkne Lorrane i Seana a Ryan je prohlášen za nevinného a vezme si Cas za svou manželku.